# Oxira obscura
Oxira obscura là một loài bướm đêm trong họ Noctuidae.